# Lagalla (cráter)

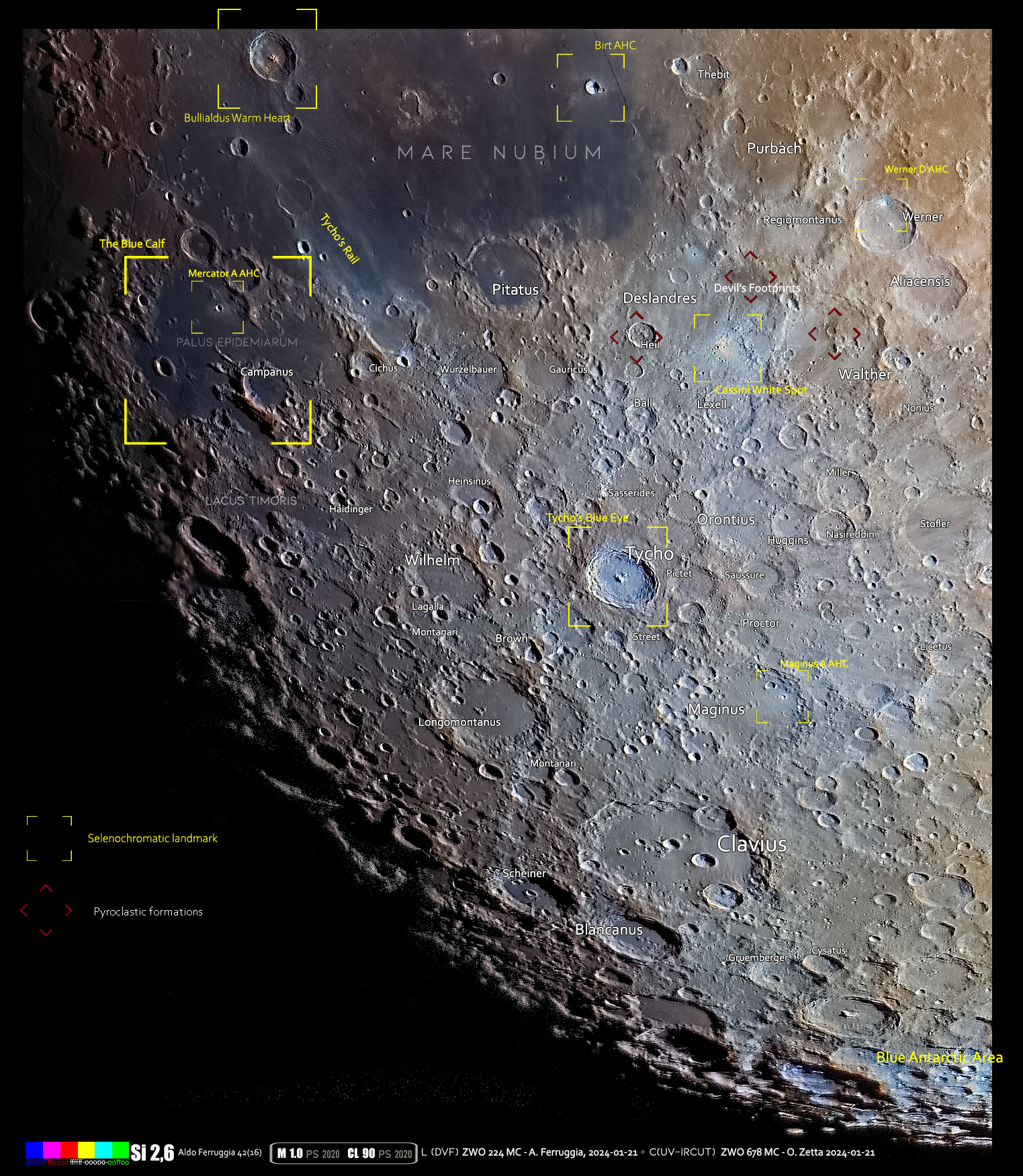
Área del cráter en formato selenocromático

Lagalla es el remanente de un cráter de impacto lunar. El cráter Wilhelm se superpone parcialmente al borde noreste de Lagalla, y Montanari se une al sureste.
|  |

El resto del borde está muy erosionado, con pequeños cráteres superpuestos en la mayoría de sus contorno. El brocal es casi inexistente al sur, y la porción más intacta se halla al noroeste. Lagalla F, un cráter satélite irregular, está unido al borde occidental. El suelo interior es irregular pero relativamente carente de rasgos significativos.

## Cráteres satélite
Por convención estos elementos son identificados en los mapas lunares poniendo la letra en el lado del punto medio del cráter que está más cerca de Lagalla.
|         | \| Lagalla \| Coordenadas \| Diámetro \| \| ------- \| ------------------------------ \| -------- \| \| F \| 44°36′S 25°18′O / -44.6, -25.3 \| 29 km \| \| H \| 44°24′S 27°00′O / -44.4, -27.0 \| 5 km \| \| J \| 46°00′S 25°06′O / -46.0, -25.1 \| 22 km \| \| K \| 43°42′S 24°18′O / -43.7, -24.3 \| 10 km \| \| M \| 46°36′S 25°42′O / -46.6, -25.7 \| 6 km \| \| N \| 44°54′S 26°06′O / -44.9, -26.1 \| 12 km \| \| P \| 45°12′S 24°24′O / -45.2, -24.4 \| 11 km \| \| T \| 47°18′S 26°30′O / -47.3, -26.5 \| 7 km \| \| V \| 47°00′S 24°18′O / -47.0, -24.3 \| 5 km \| |          |
| Lagalla | Coordenadas | Diámetro |
| F       | 44°36′S 25°18′O / -44.6, -25.3 | 29 km    |
| H       | 44°24′S 27°00′O / -44.4, -27.0 | 5 km     |
| J       | 46°00′S 25°06′O / -46.0, -25.1 | 22 km    |
| K       | 43°42′S 24°18′O / -43.7, -24.3 | 10 km    |
| M       | 46°36′S 25°42′O / -46.6, -25.7 | 6 km     |
| N       | 44°54′S 26°06′O / -44.9, -26.1 | 12 km    |
| P       | 45°12′S 24°24′O / -45.2, -24.4 | 11 km    |
| T       | 47°18′S 26°30′O / -47.3, -26.5 | 7 km     |
| V       | 47°00′S 24°18′O / -47.0, -24.3 | 5 km     |